# Iers amateurkampioenschap golf

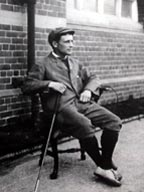
Harold Hilton

Het Iers amateurkampioenschap golf (Irish Open Amateur Championship) is een internationaal golftoernooi voor amateurs. Er is ook een Irish Close Amateur Championship. 

## Open Amateur
De eerste editie van het open kampioenschap was in 1892 en tot 1958 was het een matchplay toernooi. In 1958 werd het omgezet in strokeplay. De eerste jaren kwamen de winnaars vooral uit Schotland en Engeland en in mindere mate uit Schotland. Een van de bekendste winnaars rond 1900 was Harold Hilton, die het in 1897, 1900, 1901 en 1902 won. Tegenwoordig worden veel spelers enige tijd na het winnen van een amateurkampioenschap professional.
Keith Nolan, winnaar van 1996 en 1997, won in 1992 het Jeugd Open op Toxandria en speelde in 1997 in de Walker Cup. 

### Winnaars matchplay
| - 1892: Alexander Stuart (Edinburgh) - 1893: John Ball jr. (Royal Liverpool) - 1894: John Ball jr. (Royal Liverpool) - 1895: William Taylor (Carlton) - 1896: William Taylor (Carlton) - 1897: Harold Hilton (Royal Liverpool) - 1898: William Taylor (Carlton) - 1899: John Ball jr. (Royal Liverpool) - 1900: Harold Hilton (Royal Liverpool) - 1901: Harold Hilton (Royal Liverpool) - 1902: Harold Hilton (Royal Liverpool) - 1903: Harold Reade (Royal Belfast) - 1904: J S Worthington (Royal Mid-Surrey) - 1905: ??? H.A. Boyd (Portmarnock) - 1906: ??? H.H. Barker (Huddersfield) - 1907: ??? J. Douglas Brown (Murrayfield) - 1908: ??? J F Mitchell (Royal Musselburgh) - 1909: ??? L.O. Munn (North West) | - 1910: ??? L.O. Munn (North West) - 1911: ??? L.O. Munn (North West) - 1912: ??? Gordon Lockhart (Prestwick) - 1913: ??? C.A. Palmer (Handsworth) - 1914-1918 geen toernooi - 1919: ??? C. Bretherton (Handsworth) - 1920: ??? G.N.C. Martin (Royal Portrush) - 1921: ??? D W Smyth (Royal County Down) - 1922: ??? Alfred Lowe (Malone) - 1923: ??? G N C Martin (Royal Portrush) - 1924: ??? E.F. Spiller (North West) - 1925: ??? T.A. Torrance (Sandy Lodge) - 1926: ??? C.O. Hezlet (Royal Portrush) - 1927: ??? R M McConneil (Royal Portrush) - 1928: C.S. Noon (Edinburgh) - 1930: ??? William Sutton (Timperley) - 1931: ??? E A McRuvie (Levin Thistle) - 1932: ??? J McLean (Hayston) - 1933: ??? J McLean (Hayston) | - 1934: ??? H. Thomson (Williamwood) - 1935: ??? H. Thomson (Williamwood) - 1936: ??? J.C. Brown (Waterford) - 1937: ??? J Fitzsimmons (Bushfoot) - 1938: ??? J Bruen Jr (Cork) - 1939: geannuleerd - 1940-1945: geen toernooi - 1946: Joe Carr - 1947: ??? J Burke (Limerick) - 1948: Cecil Ewing (Co. Sligo) - 1949: W.M. O'Sullivan (Killarney) - 1950: Joe Carr (Sutton) - 1951: Cecil Ewing - 1952: N.V. Drew (Bangor) - 1953: N.V. Drew (Bangor) - 1954: Joe Carr - 1955: J F Fitzgibbon (Cork) - 1956: Joe Carr (Sutton) - 1957: J.L. Bamford (Portrush) |

### Winnaars strokeplay
| - 1958: Tom Craddock (Malahide) - 1959: ??? J Duncan (Shandon Park) - 1960-1994: niet gespeeld - 1995: Pádraig Harrington (Stackstown ) - 1996: Keith Nolan (Bray) - 1997: Keith Nolan (Bray) - 1998: Michael Hoey (Shandon Park) - 1999: Gary Cullen (Beaverstown) - 2000: Noel Fox (Portmarnock) | - 2001: Richard McEvoy {Thorpe Hall) - 2002: Louis Oosthuizen - 2003: Noel Fox (Portmarnock) - 2004: Craig Smith - 2005: Richie Ramsay - 2006: Antti Ahokas - 2007: Lloyd Saltman - 2008: Pedro Figueiredo - 2009: Gavin Dear | - 2010: Alan Dunbar - 2011: Rhys Pugh - 2012: Gavin Moynihan - 2013: Robert Cannon |

## Closed Amateur
Het Closed Amateur werd opgericht in 1893. Hieraan kunnen alleen Britse amateurs meedoen. 

### Winnaars
Jack Burke won het toernooi acht keer, J B Carr zes keer, L O Munn vier keer.
| - 1893: T Dickson op Portrush - 1894: R Magill jr. (Co. Down) - 1895: W H Webb (Royal Portrush) - 1896: J S Moore (Dublin University) - 1897: H E Reade (Royal Belfast) - 1898: W H Webb (Royal Portrush) - 1899: H E Reade (Royal Belfast) - 1900: G N Henry - 1901: W H Boyd (Portmarnock) - 1902: F B Newett (Malone) - 1903: H E Reade - 1904: H A Boyd (Portmarnock) - 1905: F B Newett (Malone) - 1906: H A Boyd (Portmarnock) - 1907: H M Cairnes - 1908: L O Munn - 1909: A H Patterson (Dublin University) - 1910: J F Jameson (Malahide) - 1911: L O Munn - 1912: A H Craig - 1913: L O Munn - 1914: L O Munn - 1915-1918: niet gespeeld              | - 1919: E F Carter - 1920: C O Hezlet - 1921: E F Carter - 1922: E M Munn - 1923: J D McCormack - 1924: J D McCormack (Hermitage) - 1925: C W Robertson - 1926: A C Allison - 1927: J D McCormack - 1928: D W B Soulby (Fortwilliam) - 1929: D W B Soulby (Fortwilliam) - 1930: Jack Burke Sr - 1931: Jack Burke - 1932: Jack Burke - 1933: Jack Burke - 1934: J C Brown - 1935: R M McConnell - 1936: Jack Burke - 1937: Jimmy Bruen - 1938: Jimmy Bruen - 1939: G H Owens - 1940: Jack Burke (Castletroy) - 1941-1945 niet gespeeld | - 1946: Jack Burke (Castletroy) - 1947: Jack Burke - 1948: Cecil Ewing - 1949: J P Carroll - 1950: B Herlihy - 1951: M Power - 1952: T W Egan - 1953: J Malone - 1954: J B Carr - 1955: J R Mahon - 1956: A G H Love - 1957: J B Carr - 1958: Cecil Ewing - 1959: Tom Craddock - 1960: M Edwards - 1961: David Sheahan - 1962: M Edwards - 1963: J B Carr - 1964: J B Carr (Sutton) - 1965: J B Carr - 1966: D B Sheahan (Grange) - 1967: J B Carr - 1968: M D O'Brien - 1969: V Nevin - 1970: D B Sheahan - 1971: R M Kane - 1972: K Stevenson (Banbridge) |
| - 1973: R K M Pollin - 1974: R M Kane - 1975: M D O'Brien - 1976: Declan Branigan - 1977: Mark A. Gannon - 1978: Mick F. Morris - 1979: Jackie Harrington - 1980: Ronan Rafferty (Warrenpoint) - 1981: Declan Branigan - 1982: Philip Walton - 1983: Tom Corridan - 1984: T.B.C. Hoey - 1985: Denis F. O’Sullivan - 1986: John McHenry (Douglas) - 1987: Eddie Power - 1988: Garth McGimpsey - 1989: Paul McGinley - 1990: Darren Clarke - 1991: Gary McNeill - 1992: Gary Murphy - 1993: Eddie Power - 1994: David Higgins - 1995: Padraig Harrington - 1996: Paul Lawrie (Dublin University) - 1997: Ken Kearney - 1998: Eddie Power - 1999: Ciaran McMonagle | - 2000: Graeme McDowell - 2001: Gavin McNeill - 2002: John McGinn - 2003: Mark O’Sullivan - 2004: Brian McElhinney - 2005: Rory McIlroy - 2006: Rory McIlroy - 2007: Shane Lowry - 2008: Paul O'Hanion - 2009: Pat Murray - 2010: Dara Lernihan (Castle) - 2011: Paul Cutler - 2012: Chris Selfridge - 2013: Cormac Sharvin - 2014: John-Rodd Galbraith | |